# جيريمياه فاريل
جيريمياه فاريل (بالإنجليزية: Jeremiah Farrell)‏ هو رياضياتي أمريكي، ولد في 1937.